# 土官镇
土官镇是中国云南省楚雄州禄丰县下辖的一个镇，位于禄丰县东南部，东接安宁市，南与易门县接壤，西邻禄丰县恐龙山镇，北与金山镇相交，系一市二县交界地，具有较强的区位优势，有“彝州东大门”、“楚雄桥头堡”、“昆明后花园”、“昆明一小时经济圈”之称。交通发达，320国道及安楚高速横贯全境。全镇国土总面积95.6平方公里，2010年人口1.2万人，人口以汉族为主，主要少数民族有彝族和苗族。

## 行政区划
土官镇下辖5个村民委员会，34个自然村，57个村民小组：
土官村、指挥营村、老鸦关村、寨脚村和海田村。